# ديفيد أندرز
ديفيد أندرز (بالإنجليزية: David Anders)‏ ممثل أمريكي من مواليد 11 مارس 1981.

## مواقع خارجية
- ديفيد أندرز على موقع IMDb (الإنجليزية)
- ديفيد أندرز على موقع روتن توميتوز (الإنجليزية)
- ديفيد أندرز على موقع ألو سيني (الفرنسية)
- ديفيد أندرز على موقع تيرنر كلاسيك موفيز (الإنجليزية)
- ديفيد أندرز على موقع أول موفي (الإنجليزية)
- ديفيد أندرز على موقع إن إن دي بي (الإنجليزية)
- ديفيد أندرز على موقع قاعدة بيانات الفيلم (الإنجليزية)
- ديفيد أندرز على موقع كينوبويسك (الروسية)